# Ананьевский район
Ана́ньевский райо́н (укр. Ананьївський район) — ликвидированная административная единица на севере Одесской области Украины. Административный центр — город Ананьев.
Район ликвидирован 17 июля 2020 года в рамках административно-территориальной реформы на Украине. Территория района вошла в состав укрупнённого Подольского района.

## География
По территории района протекает река Тилигул.

## История
28 ноября 1957 года к Ананьевскому району были присоединены части территорий упразднённых Долинского и Троицкого районов.

## Административное устройство
Количество советов:
- городских — 1
- сельских — 14

Количество населённых пунктов:
- городов — 1
- сёл — 32

## Достопримечательности
Мост-радуга через Тилигул, Храм Александра Невского, историко-художественный музей, гимназия постройки 19-го века, уникальная ива (верба) возраст которой более 170 лет, обхват ствола 7 м. 20 см.